# صافي القيمة الحالية

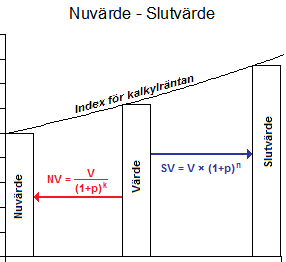

صافي القيمة الحالية (بالإنجليزية: Net Present Value؛ واختصارا: NPV) هو القيمة المكافئة في الزمن الحاضر لمبالغ مالية تدفع في المستقبل.
يمكن تحويل التدفقات المالية للسنوات القادمة إلى صافي القيمة الحالية عن طريق المعادلة التالية
{\displaystyle {\mbox{NPV}}=\sum _{t=0}^{n}{\frac {C_{t}}{(1+r)^{t}}}}
حيث:
Ct:التدفق النقدي لكل سنة من السنوات.
r:نسبة الفائدة السنوية.
t:السنة.
مثال آخر هو التحويل من المستقبل إلى القيمة الحالية
{\displaystyle {\mbox{NPV}}={\frac {C_{t}}{(1+r)^{t}}}}
حيث CT هي مقدار التدفقات النقدية في التاريخ T
مثال: سيقبض 10,000$ بعد 3 سنوات وسعر الفائدة في السوق هو 8%
PV = 10,000 / (1.08)^3 = $7,938
أما بالنسبة للجداول فباستخدام جدول Present Value of $1 to be received after T period وذلك للفترة 3 وفائدة 8% فيظهر أن النسبة هي 0.7938
حالات خاصة:
الاستمرارية بدون نهاية Perpetuity
الاستمرارية مع زيادة Growing Perpetuity
دفعات منتظمة على فترات محددة Annuity
دفعات منتظمة متزايدة على فترات محددة Growing Annuity
PV = C / r Perpetuity
Growing Perpetuity
```
(PV = C / (r-g
```

حيث g معدل النمو، ويشترط أن يكون معدل النمو أقل من الفائدة وإذا كان معدل النمو يساوي معدل الفائدة أو أكثر فإن القيمة الآنية تؤول إلى ما لا نهاية.
مثال: سيقبض 100,000$ السنة التالية وأنها ستزداد بمعدل 5% كل سنة ومعدل الفائدة هو 11%
PV = 100,000 / (0.11 - 0.05) = $1,666,667
Annuity
{\displaystyle {\mbox{NPV}}={\frac {(C_{t})((1+r)^{t}-1)}{r(1+r)^{t-1}}}}
Growing Annuity
{\displaystyle {\mbox{NPV}}={\frac {(C_{t})((1+r-g)^{t}-1)}{(r-g)(1+r-g)^{t-1}}}}
حيث g معدل النمو ويشترط أن يكون اقل من معدل الغائدة

## التاريخ
يعود تاريخ استخدام صافي القيمة الحالية كطريقة تقييم إلى القرن التاسع عشر على أقل تقدير. أشار كارل ماركس إلى صافي القيمة الحالية بأنها رأس مال وهمي وكتب «يُطلق على تشكل رأس المال الوهمي اسم الاستفادة المالية..»

## وصلات خارجية
- موقع دليل المحاسبين